# Lubmin
Lubmin est une commune de l'arrondissement de Poméranie-Occidentale-Greifswald, Land de Mecklembourg-Poméranie-Occidentale.

## Géographie
Lubmin se situe sur la mer Baltique, le long de la baie de Greifswald. Son territoire est composé d'une longue plage de sable fin aux eaux peu profondes d'un côté et de dunes de sable de l'autre côté.

## Histoire
« Lubbenin » est mentionné pour la première fois en 1271 dans le cadre de la collecte de la dîme pour la paroisse de Wusterhusen. En 1304, le lieu aurait été fortement atteint par une tempête.
En 1309, Bogusław IV de Poméranie confie Lubmin à l'abbaye d'Eldena qui en prend la charge jusqu'à la Réforme.
À la suite de la guerre de Trente Ans, Lubmin, comme toute la Porémanie, passe sous le contrôle de la Suède. Le maréchal suédois Carl Gustaf Wrangel acquiert en 1652 le domaine de Nonnendorf avec les villages de Lubmin, Latzow et Vierow. Ils reviennent à la Prusse en 1815.
Le village rural et de pêche se développe au cours du XIXe siècle. Mais la jonction à la ligne de Greifswald à Wolgast en 1893 permet l'apparition de la station balnéaire.
Lubmin souffre durement de la crise de la pêche dans les années 1920 et de la crise économique en 1929. En 1928, une interdiction de trois ans sur la pêche dans la mer Baltique est prononcée. À la suite d'une annonce, Rudolf Stundl arrive et donne du travail de tapisserie aux pêcheurs. En 1928, une jetée est bâtie. En 1929, Lubmin est soumis à la taxe de séjour.
Après la Seconde Guerre mondiale, l'Union Soviétique occupe Lubmin et enlève le chemin de fer. Des réfugiés arrivent des territoires de l'est. L'activité touristique reprend en 1947 après leur départ des hôtels et des pensions. Cependant ils sont expropriés en 1953. Du temps de la RDA, on compte jusqu'à trente-huit camps d'été.
En 1992, la nouvelle jetée est achevée. Des inondations en 1995, 2002 et 2005 obligent la commune à un nouveau développement urbain. Elle est reconnue station balnéaire en 1999.

## Énergie
En 1967 commence la construction de la centrale nucléaire de Greifswald qui est mise en service en 1973. Une ligne de chemin de fer est reconstruite vers l'établissement. En 1990, après la réunification, plusieurs tranches sont fermées malgré la forte protestation locale.
Le 6 août 2011 est mis en service le pipeline du Nord Stream, qui passe par Lubmin, permettant le transport de gaz naturel du sud de la Russie en Allemagne ; il octroie près du tiers des revenus de la ville.
Le deuxième terminal est abandonné fin février 2022 à la suite de l'échec du projet de gazoduc Nord Stream 2. Au cas où les travaux de maintenance de Nord Stream, démarrés le 11 juillet 2022, et prévus jusqu'au 21 juillet 2022, se traduiraient par une coupure définitive de gaz, l'Allemagne plongerait dans la récession : « les yeux du monde sont tournés vers Lubmin ».

## Jumelages
- Amt Schlei-Ostsee, arrondissement de Rendsburg-Eckernförde,  Schleswig-Holstein.
- Damp, presqu'île de Schwansen,  Schleswig-Holstein.